# Социал-демократическая партия Словакии
Социал-демократическая партия Словакии (словац. Sociálnodemokratická strana Slovenska, SDSS) — бывшая левоцентристская политическая партия в Словакии. Её последним председателем, начиная с 1993 года, был Ярослав Вольф, а в 1992 году её возглавлял Александр Дубчек. Партия просуществовала с 1990 по 2005 год.

## Чехословакия (до 1992)
Партия возникла после Бархатной революции, в январе 1990 года, и объявила о том, что она нацелена продолжить работу «Словацкой социал-демократической партии (Королевства) Венгрии» (1905—1918) и других социал-демократических партий, запрещённых в 1948 году коммунистами.
В большинстве случаев Социал-демократической партии Словакии не удавалось добиваться нужных результатов на выборах. В 1992 году партия получила пять мест (6,1 % голосов в Словакии) в «Палате наций» (Sněmovna národů), федеральном парламенте Чехословакии, — что, однако, стало возможным только потому, что председателем партии тогда недолгое время был Александр Дубчек, бывший чехословацкий лидер. До своей преждевременной кончины в ноябре 1992 года он был одним из её депутатов в федеральном парламенте.

## Независимая Словакия (с 1993)
С 1994 по 1997 год Социал-демократическая партия Словакии была членом коалиции под названием «Общий выбор» (словац. Spoločná voľba), которая получила 10,18 % (5 мест) в словацком парламенте. Они не входили в состав правительства.
После выборов 1998 года партия присоединились к правящей Словацкой демократической коалиции. в которой была до 2002 года. Когда Словакия стала членом Европейского союза (1 мая 2004 года), она стала частью общеконтинентальной Партии европейских социалистов, наряду со словацкой Партией демократических левых. Социал-демократическая партия Словакии была также членом Социалистического интернационала.
В 2003 году было подписано соглашение с партией Курс (словац. Smer) о тесном сотрудничестве во всех сферах. 1 января 2005 года партия окончательно объединилась с Курсом, сформировав единую с ним партию Курс — социальная демократия.